# サン・ロレンツォ・ヌオーヴォ
サン・ロレンツォ・ヌオーヴォ（伊: San Lorenzo Nuovo）は、イタリア共和国ラツィオ州ヴィテルボ県にある、人口約2,000人の基礎自治体（コムーネ）。

## 地理

### 位置・広がり
ヴィテルボ県北部のコムーネ。県都ヴィテルボから北北西へ32kmの距離にある。

#### 隣接コムーネ
隣接するコムーネは以下の通り。括弧内のTRはテルニ県所属を示す。
- アックアペンデンテ
- ボルセーナ
- カステル・ジョルジョ (TR)
- グラードリ
- グロッテ・ディ・カストロ

### 気候分類・地震分類
サン・ロレンツォ・ヌオーヴォにおけるイタリアの気候分類 (it) および度日は、zona E, 2313 GGである。
また、イタリアの地震リスク階級 (it) では、zona 2B (sismicità media) に分類される。